# Aleksandr Bałaszow
Aleksandr Anatoljewicz Bałaszow, ros. Александр Анатольевич Балашов (ur. 28 maja 1967 w Moskwie) – rosyjski żużlowiec, występujący na torach lodowych.

## Życiorys
Siedmiokrotny medalista indywidualnych mistrzostw świata: trzykrotnie złoty (1994, 1996, 1998) oraz czterokrotnie srebrny (1993, 1995, 1997, 1999). Siedmiokrotny złoty medalista drużynowych mistrzostw świata (1992, 1993, 1994, 1996, 1997, 1998, 1999). Sześciokrotny medalista indywidualnych mistrzostw Rosji: czterokrotnie złoty (1995, 1996, 1997, 1998) oraz dwukrotnie srebrny (1992, 1999). Sześciokrotny medalista drużynowych mistrzostw Rosji: czterokrotnie złoty (1990, 1991, 1992, 1998) oraz dwukrotnie srebrny (1999, 2000).